# Kość potyliczna

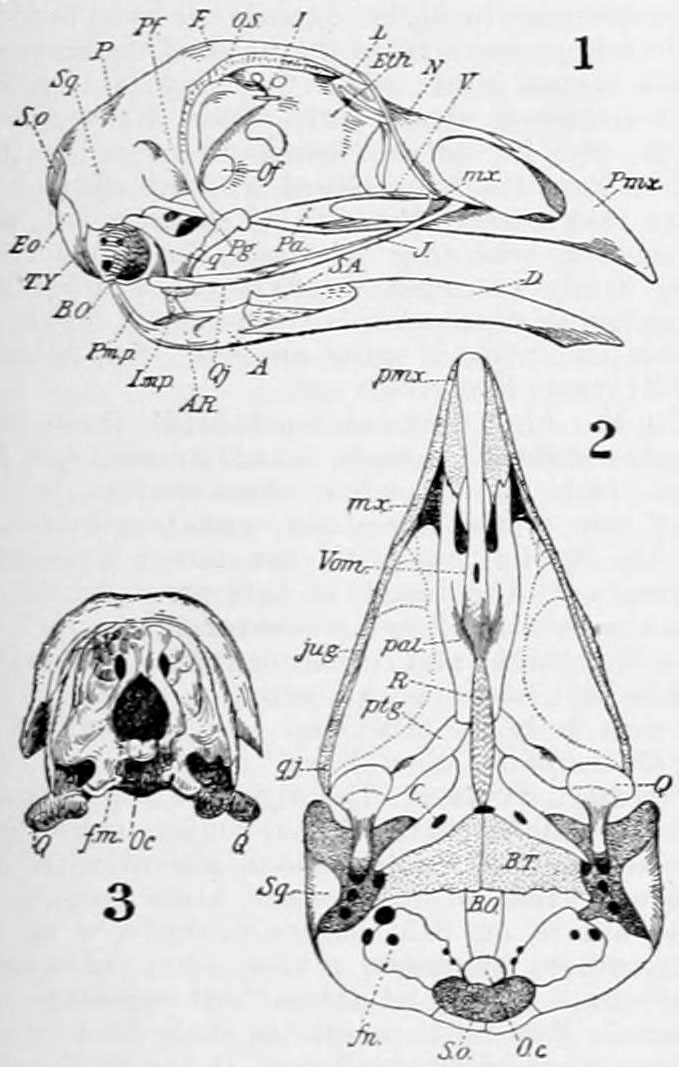
Czaszka ptaka: BO: kość potyliczna podstawna, Eo: kość potyliczna boczna, So: kość nadpotyliczna, Oc: kłykieć potyliczny

Czaszka psa: kość potyliczna oznaczona liczbą 11 i kolorem różowym

Kość potyliczna (łac. os occipitale) – kość mózgoczaszki ptaków i ssaków, położona w jej okolicy potylicznej.
Zarówno u ptaków, jak i ssaków kość potyliczna powstaje w wyniku zespolenia czterech występujących u gadów kości: potylicznej górnej, lewej i prawej potylicznej bocznej oraz potylicznej podstawowej. W podstawnej części tej kości znajduje się otwór potyliczny wielki, łączący jamę mózgoczaszki z kanałem kręgowym kręgosłupa.

## Ptaki
U ptaków w części powstałej z kości podstawowej wyrasta półkolisty kłykieć potyliczny, obok którego leży dół podkłykciowy (fossa subcondylaris). W każdej z części powstałych z kości bocznych leży: położony niedaleko otworu potylicznego wielkiego kanał nerwu podjęzykowego, ulokowany bocznie od tego kanału otwór nerwu błędnego oraz położone najbardziej bocznie ujście tętnicy szyjnej i kanału ocznego zewnętrznego. Na części nadpotylicznej, podzielonej na powierzchnie: mózgową i karkową, leży otwór żyły potylicznej zewnętrznej.

## Ssaki
U ssaków również wyróżnia się 4 części kości potylicznej. Część podstawna, powstała z kości podstawowej, wchodzi w skład podstawy czaszki i obramowuje otwór potyliczny wielki. U młodych zwierząt często łączy się chrząstkozrostem z kością podstawnoklinową. Części boczne, powstałe z kości potylicznych bocznych, wykształcone są w parzyste kłykcie potyliczne i wyrostki podkłykciowe.
Szczytową część kości potylicznej stanowi łuska potyliczna. Powstała ona w wyniku zlania się występujących u terapsydów: kości potylicznej górnej i nieparzystej kości zaciemieniowej. Łuska dzieli się na zewnętrzną powierzchnię karkową i wewnętrzną powierzchnię mózgową. Jej budowa różni się u poszczególnych grup. U psa i świni łuska ta sięga aż do otworu potylicznego wielkiego. U wielu gatunków występują na jej zewnętrznej powierzchni takie twory jak guzowatość potyliczna zewnętrzna, grzebień karkowy lub kresa karkowa, służące za punkty przyczepu mięśni lub powrózków. Na sklepienie czaszki zachodzić może wyrostek międzyciemieniowy. U niektórych waleni łuska nasuwa się na kości cieminiowe i czołowe tak dalece, że sąsiaduje z kośćmi nosowymi.
U naczelnych kość potyliczna łączy się z sześcioma kośćmi: dwiema ciemieniowymi, dwiema skroniowymi, z kością klinową i z kręgiem szczytowym.